# Трощанський заказник
Трощанський заказник — ландшафтний заказник місцевого значення в Україні. Об'єкт природно-заповідного фонду Житомирської області. 
Розташований у межах Житомирського та Бердичівського районів Житомирської області, у верхів'ї р. Тетерів між селами Троща та Бурківці.
Площа 105,1864 га. Статус надано згідно з рішенням 12 сесії 8 скликання Житомирської обласної ради від 07.12.2022 року №474. Перебуває у віданні Вільшанської та Краснопільської сільських рад.
Територія заказника займає русло річки Тетерів протяжністю 3,7 кілометрів та прибережні території.
Поширені види тварин, що охороняються Бернською конвенцією: чепура велика, бугай водяний. З видів, занесених до Червоної книги України, виявлено скопу. Пріоритетом охорони з рослинного світу є рідкісні угруповання глечиків жовтих та латаття білого, занесенені до Зеленої книги України.